# 紫茎垂头菊
紫茎垂头菊（学名：Cremanthodium smithianum）是菊科垂头菊属的植物，为中国的特有植物。分布在中国大陆的云南、西藏等地，生长于海拔3,000米至5,200米的地区，见于高山划甸、山坡草地、水边及高山流石滩，目前尚未由人工引种栽培。